# Stizus handlirschi
Stizus handlirschi  (лат.) — вид песочных ос из подсемейства Bembicinae (триба Stizini). Малая и Центральная Азия, Иран, Пакистан, Узбекистан, Таджикистан, Туркменистан. Длина около 2,5 см (от 19 до 27 мм). Щитик среднеспинки и второй брюшной тергит рыжие. Усики самок 12-члениковые (у самцов состоят из 13 сегментов). Внутренние края глаз субпараллельные (без выемки). Брюшко сидячее (первый стернит брюшка полностью находится под тергитом). В переднем крыле три кубитальные ячейки. Гнездятся в земле. Вид был впервые описан в 1893 году российским гименоптерологом Октавием Ивановичем Радошковским (1820—1895) и назван в честь австрийского энтомолога Антона Хандлирша (Anton Handlirsch, 1865—1935).